# Küstenlandschaft vor Großenbrode und vorgelagerte Meeresbereiche
Küstenlandschaft vor Großenbrode und vorgelagerte Meeresbereiche este o arie protejată (arie specială de conservare — SAC, sit de importanță comunitară — SCI) din Germania întinsă pe o suprafață de 1.739,36 ha, integral pe uscat.

## Localizare
Centrul sitului Küstenlandschaft vor Großenbrode und vorgelagerte Meeresbereiche este situat la coordonatele 54°21′59″N 11°07′41″E / 54.3664°N 11.1281°E.

## Înființare
Situl Küstenlandschaft vor Großenbrode und vorgelagerte Meeresbereiche a fost declarat sit de importanță comunitară în septembrie 2004 pentru a proteja 1 specie de animale. Situl a fost protejat și ca arie specială de conservare în ianuarie 2010.

## Biodiversitate
Situată în ecoregiunea continentală, aria protejată conține 12 habitate naturale: Lagune de coastă, Golfuri mici largi și golfuri puțin adânci, Recifuri, Vegetație anuală la limita mareei, Vegetație perenă pe țărmurile stâncoase, Faleze cu vegetație de pe coastele atlantice și baltice, Salicornia și alte specii anuale care populează regiunile mlăștinoase și nisipoase, Pășuni atlantice udate de apa mării (Glauco-Puccinellietalia maritimae), Dune mobile cu vegetație embrionară, Dune mobile de-a lungul țărmului cu Ammophila arenaria („dune albe”), Dune de coastă fixe cu vegetație erbacee („dune gri”), Mlaștini calcaroase cu Cladium mariscus și specii de Caricion davallianae.
La baza desemnării sitului se află o specie protejată de  mamifere: marsuin (Phocoena phocoena)
Pe lângă speciile protejate, pe teritoriul sitului au mai fost identificate 1 specie de reptile.